# Napoleon Hill
Napoleon Hill (Pound, 26 ottobre 1883 – Greenville, 8 novembre 1970) è stato uno scrittore e saggista statunitense, uno dei primi produttori del moderno genere letterario del successo personale. Il suo lavoro più famoso è stato "Think and Grow Rich" (1937). In uno dei suoi scritti ha dichiarato: "Ciò che la mente può concepire e credere, può realizzarlo". Hill ha chiamato i suoi insegnamenti "La filosofia del Successo", considerando la libertà, la democrazia, il capitalismo e l'armonia come suoi elementi importanti, senza i quali la fede personale non è possibile. Paura ed egoismo, che considera la fonte del fallimento e dell'insuccesso della gente, non svolgono alcun ruolo nella sua filosofia. Il segreto del successo è stato tangibilmente offerto ai lettori di "Think and Grow Rich". Hill ha presentato l'idea dello "Scopo Maggiore Definito", spingendo i suoi lettori a chiedersi "in cosa credono davvero". Secondo Hill, il 98% della gente non crede fermamente in qualcosa, mettendo così il successo fuori dalla propria portata. Hill tratta molti temi controversi attraverso i suoi scritti compresi il razzismo, la schiavitù, l'oppressione, il fallimento, la rivoluzione, la guerra e la povertà.
Hill è una figura controversa, gli storici moderni dubitano di molte delle sue affermazioni, l'autore originario della Virginia potrebbe addirittura non aver mai incontrato Andrew Carnegie, dal supposto incontro con il magnate sarebbe nata la sua opera più popolare "Think and Grow Rich".

## Biografia

### Infanzia e giovinezza
Secondo il suo biografo ufficiale, Hill nacque in povertà, in una casetta con due stanze nel comune di Pound nella Contea di Wise (Virginia), discendente di un immigrato inglese, suo nonno, che aveva raggiunto gli Stati Uniti nel 1847. Sua madre, Sarah Sylvania Blair, morì quando lui aveva dieci anni. Suo padre, il dentista James Monroe Hill, si risposò due anni più tardi. All'età di tredici anni cominciò a scrivere per un piccolo giornale locale usando i suoi guadagni come reporter per potersi iscrivere alla scuola di legge, che ben presto abbandonò per motivi finanziari.  All'età di quindici anni, sposò una ragazza del posto che lo aveva accusato di essere il padre di suo figlio; la ragazza in seguito ritrattò l'affermazione, e il matrimonio fu annullato.
Secondo Landers e Ritt, la nuova moglie del padre ebbe una buona influenza sul giovane Hill: “La matrigna di Hill, vedova di un preside di scuola, civilizzò il bambino selvaggio, Napoleon, facendolo andare a scuola e frequentare la chiesa".  All'età di 13 anni, Hill iniziò a scrivere come ‘reporter di montagna’, inizialmente per il giornale del padre.

### Iniziative imprenditoriali e fallimenti
Nel 1907 Hill si trasferì a Mobile, in Alabama, nel 1907 e fondò la Acree-Hill Lumber Company. Nell'ottobre 1908, il Pensacola Journal riferì che la società stava affrontando il fallimento e l'accusa di frode postale per aver acquistato legname al di fuori di Mobile, da altre contee dell'Alabama e della Florida, e averlo venduto sottocosto.
Nel 1908, mentre affronta il divorzio con la prima moglie Edith Hill, sostiene di aver avuto una conversazione cruciale con Andrew Carnegie, che segnerà il corso della sua carriera.
In seguito alla scoperta della presunta frode in Alabama, Hill si rifugiò a Washington. Nel 1909 fondò l'Automobile College di Washington. Il college assemblava automobili per la Carter Motor Corporation, ma gli studenti non venivano pagati per il loro lavoro. Nell'aprile del 1912, la rivista automobilistica Motor World si scagliò contro il college di Hill, sostenendo che fosse una truffa e attaccando pesantemente il suo materiale di marketing. Nel 1912 la Carter Motor Corporation fallì. Trovandosi davanti alla necessità di un cambio di rotta, Hill orientò l’organizzazione della sua azienda verso l'insegnamento della vendita di automobili. Gli studenti furono incentivati a vendere essi stessi i corsi dell'Automobile College of Washington, sui quali avrebbero guadagnato una commissione: l'obiettivo era quindi far iscrivere più studenti possibili. L'organizzazione prese una forma molto simile a una moderna società di marketing multilivello.
Nel giugno del 1910, Hill sposò la sua seconda moglie Florence Elizabeth Horner, ancora liceale. Dal matrimonio nacquero tre figli: James, nato nel 1911, Napoleon Blair, nato nel 1912, e David, nato nel 1918. Lei, proveniente da una ricca famiglia della Virginia occidentale, cercò di aiutare il marito attraverso diversi investimenti della famiglia: ciò nonostante l'Automobile College di Washington chiuse nel 1912. Successivamente  la famiglia Hill si trasferì a Chicago e Napoleon accettò un lavoro presso la La Salle Extension University. 
Nel 1915 si imbarcò in un'impresa simile, sempre in ambito accademico: fondò il George Washington Institute of Advertising, con l'obiettivo di insegnare i principi del successo e della fiducia in sé stessi. Il 4 giugno 1918, il Chicago Tribune riportò che lo Stato dell'Illinois aveva emesso due mandati di cattura per Hill, accusandolo di aver violato le leggi “blue sky” tentando fraudolentemente di vendere azioni della sua scuola con una capitalizzazione di 100.000 dollari, nonostante la scuola possedesse beni valutati solo 1.200 dollari. L'Istituto George Washington non fu accreditato e fu chiuso nel 1918. 
Dopo la chiusura del George Washington Institute, Hill intraprese altre iniziative commerciali, tra cui le riviste personali Hill's Golden Rule e Napoleon Hill's Magazine.
Nel 1922 aprì la Intra-Wall Correspondence School, una fondazione di beneficenza destinata a fornire materiale didattico ai detenuti dell'Ohio, ma che vendeva la Regola d'oro e diversi corsi per corrispondenza. Secondo la biografia ufficiale di Hill, in questo periodo centinaia di documenti che provano l'associazione di Hill con vari personaggi famosi furono distrutti in un incendio in un deposito di Chicago. Anche quest'iniziativa fu raccontata dai giornali locali come una truffa.

### Carriera letteraria
Il punto di svolta nella sua carriera è considerato il 1908, quando gli viene affidato il compito di intervistare l'industriale Andrew Carnegie, per una serie di articoli su degli uomini famosi. Hill scoprì che Carnegie credeva nel processo del successo e che questo poteva essere replicato per una persona normale. Questo fece colpo su Hill. Carnegie, allora, gli commissionò (senza pagarlo e offrendogli solo delle lettere di referenza) di intervistare oltre 500 uomini e donne di successo, molti di loro milionari, al fine di scoprire e pubblicare questa formula del successo. Come parte della sua ricerca, Hill intervistò molti degli uomini più famosi di quel tempo, compreso Thomas Edison, Alexander Graham Bell, George Eastman, Henry Ford, Elmer Gates, John D. Rockefeller, Charles M. Schwab, FW Woolworth, William Wrigley Jr, John Wanamaker, William Jennings Bryan, Stalin, Theodore Roosevelt, William H. Taft, Woodrow Wilson, Charles Allen Ward e Jennings Randolph.  Il progetto è durato più di venti anni, durante i quali Hill è diventato consulente per Carnegie. 
Come risultato di questi studi, la Filosofia del Successo venne offerta come formula da Hill e Carnegie, pubblicata inizialmente nel 1928, come corso di studio chiamato, La legge del successo. La formula del Successo venne ulteriormente pubblicata più dettagliatamente, per un corso di studio domestico, includendo la serie di diciassette volumi "Mental Dynamite", fino al 1941. 
Dal 1919 al 1920 Hill è stato direttore ed editore della rivista Hill's Golden Formula, durante il quale ha scritto una lettera a Charles F. Haanel in cui ha elogiato il suo libro The Master Key System. Nella lettera scrive: "... Credo dovrebbe informare che il mio attuale successo e il successo che ha conseguito il mio lavoro, in qualità di Presidente della Napoleone Hill Foundation, è dovuto in gran parte ai principi stabiliti nel The Master Key System". Nel 1930 ha pubblicato La Scaletta di successo. Dal 1933 al 1936 Hill è stato un consulente non pagato del presidente Franklin Roosevelt.
Nel 1937, Hill distilla la Filosofia del Successo, producendo quello che sarà il suo lavoro più famoso, Think and Grow Rich, che venderà più di trenta milioni di copie. Nel 1960, Hill ha pubblicato una versione ridotta del libro, che per anni è stato l'unico disponibile. Nel 1939 Hill ha pubblicato How to Sell Your Way through Life, e nel 1953 How to Rise Your Own Salary. Dal 1952 al 1962 ha lavorato con Clemente Stone per Combined Insurance Company of America insegnando  "La Filosofia del Successo Personale", e alla conferenza sul tema "Scienza di successo". Come risultato parziale del suo lavoro con Stone, nel 1960 ha pubblicato il "Successo Attraverso un Atteggiamento Mentale Positivo".

### Morte
Morì l'8 novembre 1970 nella Carolina del Sud, all'età di 87 anni. Il suo patrimonio netto stimato al momento del decesso era di circa 1 milione di dollari. Nel 1971 il suo ultimo lavoro, "You Can Work Your Own Miracles", è stato pubblicato postumo.

## Filosofia

### I pensieri sono cose
Hill ha speso la maggior parte dei suoi sforzi descrivendo ai suoi lettori e studenti il paradosso che "i pensieri sono cose". Infatti il sottotitolo del capitolo introduttivo di "Think and Grow Rich" è "L'uomo che Pensa la sua Via". La capacità della gente di scambiarsi idee, rafforza il successo.  La maggior parte degli esempi di Think and Grow Rich riguardano la grande difficoltà di creare e mantenere, come mentalità, questo concetto che Hill ha denominato "The Master Mind". Razzismo, pregiudizio, guerra, povertà, scoraggiamento e paura, Hill li illustra come barriere significative che esistevano al suo tempo (e ancora oggi esistono), lungo la strada del successo.

### Applicazione della Golden Rule
Hill ha dichiarato più volte, nei suoi scritti, che la formula di successo richiede una completa e totale comprensione dello spirito di dare. Egli ha chiamato questo concetto "The Golden Rule" (La Regola d'Oro). Hill è stato un devoto cristiano e non vede alcun conflitto tra il successo della sua filosofia e la fede religiosa. Acquisendo il Segreto del Successo di Carnegie, Hill disse, dopo che i suoi libri ebbero una vasta diffusione, che avrebbero dovuto essere esclusivamente per chi fosse "pronto" per loro; questo significa capire l'intera Filosofia, come La Regola d'Oro, la Fede e il Desiderio. Una volta pronto, chiunque potrà ottenere una grande ricchezza solo applicando la formula.
La Regola d'Oro riguarda il potere del dare e del fare agli altri ciò che vorresti ricevere. Hill mette alla prova il lettore facendogli chiedere: "Cosa posso veramente dare agli altri?". Mentre nella Fase Due dei Sei Gradini della "strada per la ricchezza", descritta in Think and Grow Rich, questo è un gradino critico nella creazione della ricchezza, che esclude il 98% di quelli che ci provano.
I suoi principi sono:
1. Desiderio
2. Fede
3. Auto-Suggestione
4. Conoscenze Specializzate
5. Immaginazione
6. Programmazione Organizzata
7. Decisione
8. Tenacia
9. Transumazione (trasferimento) dell'Energia Sessuale
10. Alleanza dei Cervelli
11. Cervello
12. Subconscio
13. Sesto Senso

## Controversie
Napoleon Hill è stato una figura controversa in grado di dividere le opinioni della massa anche dopo la sua morte. C'è chi lo ritiene una personalità autorevole ed una fonte di continua ispirazione nonostante il tempo che passa e chi invece dubita del suo lavoro e delle sue teorie, come pensieri senza valore scientifico. 
Nonostante sia ampiamente riconosciuto come l'inventore del genere letterario del self help e delle discipline motivazionali, che ancora prendono spunto dai suoi scritti, alcuni storici moderni non solo mettono in dubbio le sue teorie ma anche di alcune sue affermazioni, come del suo incontro con Carnergie.